# Zawady Elckie
Zawady Ełckie [pronunciación en polaco: /zaˈvadɨ ˈɛu̯t͡skʲɛ/] (en alemán: Sawadden, 1938-45: Auglitten) es una aldea ubicada en el distrito administrativo de Gmina Stare Juchy, dentro del condado de Ełk, voivodato de Varmia y Masuria, en el norte de Polonia. Se encuentra a unos 5 kilómetros al este de Stare Juchy, a 16 kilómetros al noroeste de Ełk, y a 117 kilómetros al este de la capital regional Olsztyn.
El pueblo tiene una población de 110 habitantes.